# Чжэн Цзайфа, Иосиф
Иосиф Чжэн Цзайфа (кит. трад. 鄭再發, пиньинь Zhèng Zàifā; 4 июля 1932, Сямэнь, Фуцзянь, Китайская республика — 2 сентября 2022) — католический прелат, епископ Тайнаня с 3 декабря 1990 года по 24 января 2004 года, архиепископ Тайбэя с 24 января 2004 года по 9 ноября 2007 года.

## Биография
21 декабря 1957 года был рукоположён в священники.
3 декабря 1990 года Римский папа Иоанн Павел II назначил его епископом Тайнаня. 2 февраля 1991 года состоялось рукоположение Иосифа Чжэн Цзайфа в епископы, которое совершил епископ Павел Чэн Шигуан в сослужении с архиепископом Тайбэя Иосифом Ди Ганом и кардиналом Павлом Шань Госи.
24 января 2004 года Римский папа Иоанн Павел II назначил Иосифа Чжэн Цзайфа архиепископом Тайбэя.
9 ноября 2007 года Иосиф Чжэн Цзайфа вышел в отставку.